# Кейп Уайнландс
Кейп Уайнландс (на английски: Cape Winelands) е окръг в Република Южна Африка. Намира се в провинция Западен Кейп. Площта му е 22 288 km². Главен административен център на окръга е Устър.

## Население
630 494 (2001)

## Расов състав
(2001)
- 409 636 души (65,0%)- цветнокожи
- 124 925 души (19,8%)- черни
- 94 447 души (15,0%)- бели
- 1486 души (0,2%)- азиатци